# Эмир Буладжи
Эмир Буладжи (чагат.امير پولاجى; ум. 1364) — улусбег Моголистана и эмир Кашгарии из племени доглат. Один из основателей Моголистана усадивший Туглук Тимира на ханский престол. Правил собственным эмиратом Манглай-Субе. Старший брат Камар ад-Дина и отец эмира Худайдада.

## Потомки
- Эмир Худайдад
- Эмир Сайид Али
- Саниз Мирза
- Мухаммад Хайдар Мирза
- Мирза Мухаммад Хайдар
- Мирза Абу Бакр
- Мирза Ахмад-ван бек  (ум. 1864)
- Мирза Хамид-бек ибн Ахмад-ван
- Мирза Мухаммад-бек ибн Хамид-бек